# Borki Wielkie (Ukraina)

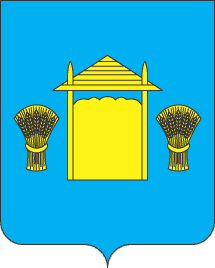
Herb z 1866 r.

Borki Wielkie (ukr. Великі Бірки) – osiedle typu miejskiego w rejonie tarnopolskim obwodu tarnopolskiego,
Znajduje tu się stacja kolejowa Borki Wielkie, położona na linii Odessa – Lwów.

## Historia
Założone w 1410, w 1530 otrzymało magdeburskie prawo miejskie.
W II Rzeczypospolitej miejscowość była siedzibą gminy wiejskiej Borki Wielkie w powiecie tarnopolskim województwa tarnopolskiego.

### Historia w latach 1941-1945
W latach okupacji niemieckiej w Borkach Wielkich funkcjonował obóz pracy, w którym Niemcy więzili Żydów z różnych miejscowości. Więźniowie pracowali przy robotach drogowych. Obóz został zlikwidowany 10 lipca 1943 roku; 970 więźniów rozstrzelano na miejscu, barak z ciałami zabitych spalono.
W czasie okupacji niemieckiej mieszkająca we wsi polska rodzina Nawłoków udzielała pomocy żydowskiej dziewczynie Rozalii Wassner. W 2009 roku Instytut Jad Waszem podjął decyzję o przyznaniu Michalinie i Stanisławowi Nawłokom tytułu Sprawiedliwych wśród Narodów Świata.
W dniach 8 i 9 lutego 1944 roku Niemcy dokonali w Borkach Wielkich publicznej egzekucji 34 ukraińskich więźniów z Tarnopola oskarżonych o zabójstwa, sabotaże i przynależność do OUN.
Podczas ataków banderowskich na Polaków w latach 1944-45 Borki Wielkie były miejscem, do którego ściągali uchodźcy z okolicznych wsi. W miejscowości stacjonował batalion niszczycielski, w którym służyli Polacy. Do końca 1945 roku ludność polska została ekspatriowana na zachód.

## Zabytki
- Zamek w Borkach, XVI-XIX w.

## Demografia
- 1880 rok: 1656 mieszkańców, w tym 790 rzymskich katolików, 770 grekokatolików i 96 wyznawców judaizmu[8];
- 1921 rok: 2251, w tym: 1183 Ukraińców, 1052 Polaków i 16 Żydów[7];
- 1931 rok: 2299[7];
- 1989 rok: 3447[9]
- 2001 rok: 3238.

## Urodzeni w Borkach Wielkich
- Stefan Baley (1885) – polski psycholog, lekarz, pedagog, uważany za przedstawiciela lwowsko-warszawskiej szkoły psychologicznej;
- Karol Dejna (1911) – polski językoznawca, slawista;
- Stepan Żydek (1900) - podpułkownik Armii Czerwonej, generał brygady LWP;